# Pungitius pungitius
Pungitius pungitius é uma espécie de peixe da família Gasterosteidae.
Pode ser encontrada nos seguintes países: Bielorrússia, Bélgica, Canadá, China, Dinamarca, Estónia, Finlândia, França, Alemanha, Gronelândia, Irlanda, Japão, Coreia do Sul, Letónia, Lituânia, Moldávia, Países Baixos, Noruega, Polónia, Rússia, Suécia, Suíça, Turquia, Reino Unido e Estados Unidos da América.